# Glyphidrilocrius ehrhardti
Glyphidrilocrius ehrhardti är en ringmaskart som först beskrevs av Wilhelm Michaelsen.  Glyphidrilocrius ehrhardti ingår i släktet Glyphidrilocrius och familjen Glossoscolecidae. Inga underarter finns listade i Catalogue of Life.